# Мариана (Корсика)

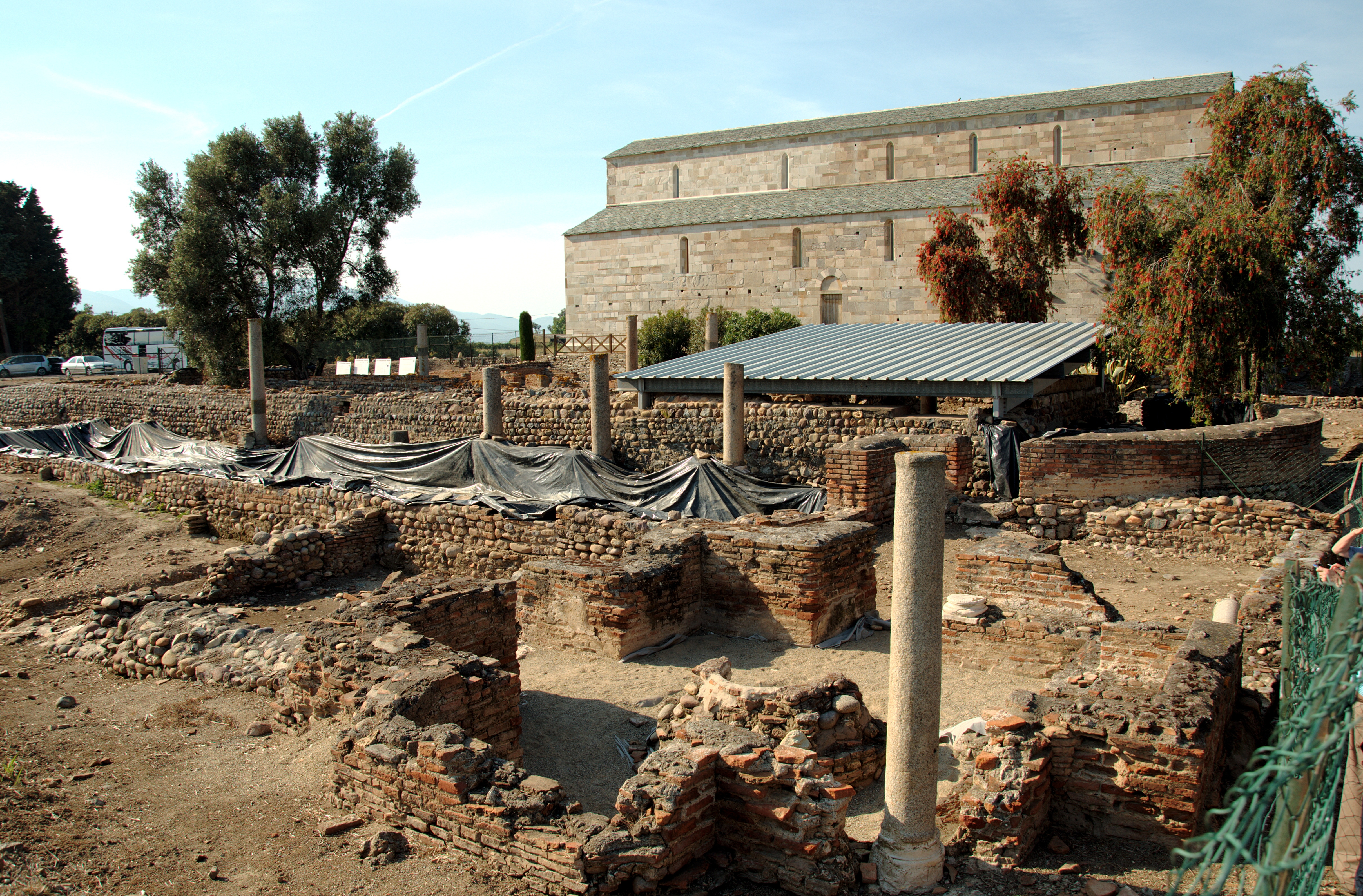

Мариана (фр. Mariana) — бывшее поселение римской провинции Корсика и Сардиния. Расположено в коммуне Луччана департамента Верхняя Корсика на северо-восточном побережье современного острова Корсика, в 1 км от аэропорта Бастия-Поретта.

## История
Мариана была основана как римская колония консулом Гаем Марием в 93 году до н. э. и находилась в зависимости от Алерии.
По преданию на этом месте была замучена святая Девота, покровительница Корсики и Монако.
В IV веке здесь была основана одна из первых епархий Корсики, сначала в прямом подчинении Святому Престолу, позже в юрисдикции Пизы (1092) и Генуи (1130).
В 1119 году архиепископ Пизы освятил в Мариане новый кафедральный Успенский собор (корс. Santa Maria Assunta), известный также под названием «А-Каноника» (корс. A Canonica).
В 1960 году на месте бывшего поселения были обнаружены развалины древних зданий, в том числе раннехристианских сооружений конца IV века. В конце 1990-х годов группа археологов под руководством Филиппа Перголы возобновила изучение объекта. Однако в 2007 году раскопки были приостановлены.
В Мариане планируется создание музея. Меценатом проекта выступает княжество Монако.